# Борис Крумов
Борис Крумов Попов е български писател, журналист, офицер.

## Биография
Роден е на 15 март 1923 г. в село Остров, Оряховско, дн. област Враца. Учи в гимназията в Оряхово и в Средно техническо училище „Христо Ботев“ в София. Член е на Работническия младежки съюз (РМС) от 1939 г. През 1942 г. е арестуван и осъден по Закон за защита на държавата. Излежава присъда като политически затворник в Софийския, Плевенския и Варненския затвор.
След 9 септември 1944 г. е организатор на РМС, офицер в БНА, редактор на вестник „Народна армия“ (1950 – 1953), списание „Пропагандист и агитатор“ (1953 – 1955), списание „Септемврийче“ (1961 – 1967), главен редактор на вестник „Антени“ (1968 – 1970), редактор в издателство „Народна младеж“ (от 1972). Член на Съюза на българските писатели (СБП).
Автор на разкази, повести, романи. Работи и в областта на детско-юношеската литература.
Умира на 20 март 2015 г. в София. Погребан е в Централните софийски гробища.

## Произведения
- „Героизмът на българските войни в Отечествената война“ (очерци, 1952),
- „Граница на мира“ (разкази, 1952),
- „Пратеник на Партията“ (повест, 1953),
- „Песента на славея“ (разкази, 1957),
- „Летни нощи“ (повест, 1958),
- „Верни приятели“ (повест, 1959),
- „Очите на приятелите“ (новела, 1960),
- „Морска слава“ (повест, 1961),
- „С едничката вяра“ (повест, 1961),
- „Из Ропотамските гори“ (разкази, 1963),
- „Морето е за смелите“ (разкази за деца, 1964),
- „С обич и вяра“ (повести, 1964),
- „Наско разведката“ (повест, 1967),
- „Очите на младостта“ (роман, 1967),
- „Роза за свободата“ (повест, 1968),
- „Цветът на отровата“ (роман, 1968),
- „Приключения на границата“ (роман, 1969),
- „Безстрашните момчета“ (разкази за деца, 1970),
- „Вариант № 1″ (роман, 1970),
- „Приключенията на Илко Граничарчето“ (повест, 1970),
- „Райко моряка“ (роман, 1970),
- „Отрова за брилянти“ (повест, 1971),
- „Владо комунистът“ (разкази за деца, 1972),
- „С пушка в гората“ (разкази, 1973),
- „По следите на мечките“ (разкази за деца и юноши, 1975),
- „Трудни минути“ (разкази и новели, 1975),
- „Вярата на влюбените“ (разкази и новели, 1976),
- „На един алпийски връх“ (роман, 1976),
- „А имаше човек“ (1979),
- „Обич без междучасия“ (разкази за деца, 1981),
- „Трийсетте сребърника“ (1982),
- „Отвъд бариерата“ (роман, 1982),
- „Симо детектива“ (новели, 1983),
- „На лов за тигри и моржове“ (1986),
- „Нежни приключения“ (1987),
- „Любовни замени“ (криминален роман, 1987),
- „Когато започва любовта“ (1989) и др.